# Európai vulkánok listája
Ez a lista Európa területén, illetve Spanyolország esetén a Kanári-szigeteken, Portugália esetén az Azori- és Madeira-szigeteken található vulkánokat sorolja fel.

## Franciaország
- Chaîne de Puys (szunnyadó)
  - Puy de Dôme
  - Puy de Sancy
  - Puy Pariou

## Görögország
- Kolumbo (szunnyadó)
- Methana (szunnyadó)
- Milos (szunnyadó)
- Nisyros (szunnyadó)
- Santorini (szunnyadó)
- Sousaki (szunnyadó)

## Grúzia
- Kabargin Oth (szunnyadó)
- Kazbek (szunnyadó)
- Keli magasföld (szunnyadó)

## Izland
- Askja (aktív)
- Bardarbunga (aktív)
- Brennisteinsfjöll (szunnyadó)
- Esjufjöll (szunnyadó)
- Eyafjallajökull (aktív)
- Fremrinamur (szunnyadó)
- Fagradallsfjall (aktív)
- Geysir (valószínűleg nem működő)
- Grensdalur (valószínűleg nem működő)
- Grímsnes (szunnyadó)
- Grímsvötn (aktív)
- Hekla (aktív)
- Helgrindur (szunnyadó)
- Hengill (szunnyadó)
- Hofsjökull (szunnyadó)
- Hrómundartindur (valószínűleg nem működő)
- Hveravellir (szunnyadó)
- Katla (aktív)
- Kerlingarfjöll (szunnyadó)
- Kolbeinsey Ridge (szunnyadó)
- Krafla (szunnyadó)
- Krísuvík (szunnyadó)
- Kverkfjöll (aktív)
- Langjökull (szunnyadó)
- Ljósufjöll (szunnyadó)
- Loki-Fögrufjöll (szunnyadó)
- Lysuhóll (szunnyadó)
- Öræfajökull (szunnyadó)
- Prestahnukur (valószínűleg nem működő)
- Reykjanes (szunnyadó)
- Snaefellsjökull (szunnyadó)
- Theistareykjarbunga (szunnyadó)
- Tindfjallajökull (valószínűleg nem működő)
- Tjörnes törési öv (szunnyadó)
- Torfajökull (szunnyadó)
- Tungnafellsjökull (szunnyadó)
- Vatnafjöll (szunnyadó)
- Vestmannaeyjar (szunnyadó)
  - Heimaey
  - Surtsey

## Németország
- Kaiserstuhl (valószínűleg nem működő)
- Laacher See (szunnyadó)
- Vogtland vulkáni terület (szunnyadó)

## Jan Mayen
- Beerenberg (szunnyadó)

## Olaszország
- Amiata (valószínűleg nem működő)
- Campi Flegrei vulkáni mező (aktív)
- Campi Flegrei Mar Sicilia vulkáni mező (szunnyadó)
- Etna (aktív)
- Ischia (szunnyadó)
- Lipari (szunnyadó)
- Marsili (szunnyadó)
- Monte Albano (szunnyadó)
- Pantelleria (szunnyadó)
- Stromboli (aktív)
- Vezúv (aktív)
- Vulcano (szunnyadó)
- Vulsini (valószínűleg nem működő)

## Oroszország
- Elbrusz (szunnyadó)

## Portugália

### Azori-szigetek
- Agua de Pau (szunnyadó)
- Corvo (szunnyadó)
- Don Joao de Castro Bank (szunnyadó)
- Fajã de Cima (szunnyadó)
- Fayal (szunnyadó)
- Flores (szunnyadó)
- Furnas (szunnyadó)
- Graciosa (szunnyadó)
- Monaco Bank (szunnyadó)
- Pico (szunnyadó)
- Picos Vulkáni Rendszer (szunnyadó)
- San Jorge (szunnyadó)
- Sete Cidades (aktív)
- Terceira (szunnyadó)

### Madeira-szigetek
- Madeira (szunnyadó)

## Spanyolország
- Olot (Garrotxa) vulkáni terület (szunnyadó)

### Kanári-szigetek
- El Hierro (szunnyadó)
- Fuerteventura (valószínűleg nem működő)
- Gran Canaria (szunnyadó)
- La Gomera (valószínűleg nem működő)
- La Palma (aktív)[1]
- Lanzarote (szunnyadó)
- Tenerife (szunnyadó)

## Magyarország
- Alföld alatt, mivel vékony a kéreg
- Somló(szunnyadó)
- Móri-árok
- Badacsony (Balaton-felvidék) (szunnyadó)
- Verpeléti vulkán (valószínűleg nem működő)

## Szlovákia
- Putikov vulkán (szunnyadó)
- Tormagörgői-tó (szunnyadó)

## Románia
- Csomád (szunnyadó)